# Torre de la pólvora (Praga)
La torre de la pólvora o porta de la pólvora (en txec: Prašná brána) és una torre gòtica de Praga, República Txeca. És una de les portes originals de la ciutat. Separa la Ciutat Vella de la Ciutat Nova.
La torre de la pólvora, com passa amb molts llocs històrics de Praga, se sotmet a conservacions i restauracions periòdiques. El tractament més recent va començar l'estiu de 2024 i està previst que es completi a l'octubre. Jiří Pospíšil, tinent d'alcalde de Cultura i Turisme, va dir: «És el nostre deure tenir cura dels edificis patrimonials de Praga, que són un símbol de Praga i el llegat dels nostres avantpassats... Ara, en cooperació amb Prague City Tourism, estem començant la reparació de la Torre de la Pólvora, i estic molt content que la torre tindrà literalment un abric nou».

## Història
La torre de la pólvora és una de les 13 portes originals de la ciutat del nucli antic de Praga. La seva construcció va començar l'any 1475. La torre estava pensada per ser una entrada atractiva a la ciutat, en lloc d'una torre defensiva. La primera pedra va ser col·locada per Vladislau II. L'⁣ajuntament va donar a Vladislau II la torre com a regal de coronació. Mentre es va construir, es va anomenar la Torre Nova. L'aspecte de la torre es va inspirar en l'obra de Peter Parler al pont de Carles.
Vladislau II va haver de traslladar-se a causa dels disturbis, de manera que l'edifici de la torre es va aturar. Va tornar el 1485 per viure al castell de Praga, on va viure la resta de la seva vida, juntament amb la resta dels reis de Bohèmia que van viure a Praga. Els reis no tornarien a utilitzar la torre o la Cort Reial fins a utilitzar-la per a les cerimònies de coronació començant de nou l'any 1836, on passarien per la torre per anar a la catedral de Sant Vito.
La porta es va utilitzar per emmagatzemar la pólvora al segle XVII, d'aquí el nom de Torre de la pólvora o Porta de la pólvora. La porta va patir danys considerables durant la batalla de Praga. Les escultures de la torre van ser substituïdes el 1876.